# Issa Aleksandrovič Pliev
Issa Aleksandrovič Pliev (Pravoberežnyj rajon, 25 novembre 1903 – Mosca, 6 febbraio 1979) è stato un generale sovietico di origine osseta.
Ufficiale di cavalleria, si mise particolarmente in luce durante la seconda guerra mondiale come pioniere nell'organizzazione e nel comando di gruppi combinati di cavalleria, carri armati e truppe meccanizzate, che guidò nel corso di numerosi scontri come la battaglia di Mosca, la battaglia di Stalingrado, l'operazione Bagration, la battaglia di Debrecen e l'invasione sovietica della Manciuria. Per i suoi servigi nel conflitto fu insignito due volte dell'onorificenza di Eroe dell'Unione Sovietica e una volta dell'onorificenza di Eroe della Repubblica Popolare Mongola.
Nel dopoguerra ricoprì vari incarichi di alto comando, tra cui quello di comandante delle forze sovietiche schierate a Cuba durante l'operazione Anadyr' del 1962; in questa veste, venne coinvolto negli eventi della crisi dei missili di Cuba dell'ottobre 1962.

## Biografia

### Primi anni
Pliev iniziò la sua carriera militare nei ranghi dell'Armata Rossa nel 1922. Si diplomò presso la scuola di cavalleria di Leningrado nel 1926, per poi frequentare l'Accademia militare "M.V. Frunze" nel 1933. Si iscrisse al Partito Comunista dell'Unione Sovietica nel 1926.
Dopo il suo diploma all'accademia militare, Pliev divenne capo delle operazioni presso il quartier generale della 5ª Divisione di cavalleria di Stavropol' nel Distretto militare di Kiev. Dal giugno 1936 fu inviato a Ulan Bator per servire come istruttore presso la Scuola militare dell'Esercito Popolare Mongolo, mentre dal febbraio 1939 fu ufficiale comandante del 48º Reggimento cavalleria della 6ª Divisione di cavalleria del Distretto militare della Bielorussia; alla testa del suo reggimento, nel settembre 1939 Pliev prese parte agli scontri dell'invasione sovietica della Polonia.

### La seconda guerra mondiale
Al momento dell'invasione tedesca dell'Unione Sovietica nel giugno 1941, Pliev era al comando della 50ª Divisione di cavalleria (poi 3ª Divisione di cavalleria della Guardia). Nel corso dei primi scontri con i tedeschi, la divisione fu sotto il comando della 30ª Armata per poi passare sotto alla 22ª Armata; l'unità di Pliev partecipò a due incursioni contro le retrovie dell'Heeresgruppe Mitte tedesco durante la battaglia di Smolensk, per poi prendere parte più avanti alla battaglia di Mosca e alla battaglia di Stalingrado. Nel corso della battaglia di Mosca, Pliev fu secondo in comando del generale Lev Dovator, il quale guidava il 2º Corpo d'armata di cavalleria della Guardia schierato al centro della linea difensiva che proteggeva Mosca; dopo l'uccisione in azione di Dovator, Pliev gli succedette nel comando. Quando il suo corpo d'armata venne rinforzato con unità corazzate, Pliev divenne un pioniere dell'organizzazione dei nuovi gruppi di cavalleria meccanizzati, i quali si dimostrarono subito validi in battaglia; questo rese Pliev un comandante rispettato tra i suoi pari e i suoi soldati, e le sue forze e quelle del generale Pavel Belov furono le unità di cavalleria a mettersi maggiormente in luce durante gli scontri attorno a Mosca.
Nel corso della battaglia di Stalingrado, il 3º Corpo di cavalleria della Guardia agli ordini di Pliev fu tra le prime forze a completare l'accechiamento delle truppe tedesche della 6. Armee, intrappolando 330000 uomini in una sacca. Pliev comandò in seguito, nel marzo-aprile 1944, un gruppo di cavalleria meccanizzato composto dal suo 4º Corpo di cavalleria della Guardia e dal 4º Corpo meccanizzato durante gli scontri dell'offensiva Bereznegovatoye–Snigirevka lungo la costa del Mar Nero, come parte del 3º Fronte ucraino del generale Rodion Jakovlevič Malinovskij: le forze di Pliev condussero un'incursione dietro le linee tedesche ottenendo un nuovo accerchiamento della ricostruita 6. Armee tedesca, per poi forzare il corso del Bug Orientale, tagliare la principale linea di comunicazione del nemico e liberare diversi centri abitati tra cui la città di Odessa. Per decreto del Presidium del Soviet Supremo dell'Unione Sovietica, il 16 aprile 1944 il tenente generale Pliev fu insignito del titolo di Eroe dell'Unione Sovietica e decorato con l'Ordine di Lenin per le sue doti di comando e il coraggio personale.
Nel corso dell'operazione Bagration del giugno 1944, in forza al 1º Fronte bielorusso del generale Konstantin Konstantinovič Rokossovskij, il gruppo di cavalleria meccanizzata di Pliev attaccò in direzione di Slutsk e sfruttò con successo la breccia aperta nel fronte tedesco. Nell'ottobre del 1944, Pliev comandò un gruppo di cavalleria meccanizzata durante la battaglia di Debrecen: questo gruppo, composto dal 4º e 6º Corpo di cavalleria e dal 7º Corpo meccanizzato, venne creato con l'obiettivo di sfondare profondamente nelle retrovie nemiche nel territorio dell'Ungheria. Lo sfondamento fu ottenuto, ma i tedeschi riuscirono a interrompere le comunicazioni del gruppo e, per più di 10 giorni, questo dovette combattere nelle retrovie del nemico, schivando gli attacchi dei carri armati nemici e sferrando attacchi di ritorsione inaspettati. Alcune delle città ungheresi occupate dovettero essere abbandonate, ma alla fine la situazione volse a favore delle truppe sovietiche e Debrecen fu presa.
Pliev concluse la guerra in Manciuria, comando un gruppo di cavalleria meccanizzato sovietico-mongolo del Fronte del Transbajkal durante le operazioni sovietiche dell'agosto 1945 contro l'Armata del Kwantung giapponese. Per i suoi successi negli scontri con i giapponesi, Pliev ottenne una seconda onorificenza di Eroe dell'Unione Sovietica.

### Il dopoguerra
Dopo la conclusione delle ostilità, Pliev continuò la sua carriera nell'Armata Rossa e dal febbraio 1946 fu comandante del Distretto militare di Stavropol'; nel giugno dello stesso anno passò poi a comandare la 9ª Armata meccanizzata, stanziata in Romania come parte del Gruppo di Forze del Sud. Tra il febbraio 1947 e il 1949 comandò la 13ª Armata schierata nell'Ucraina occidentale; diplomatosi all'Accademia militare dello stato maggiore delle forze armate nel 1949, in aprile prese il comando della 4ª Armata schierata nel Distretto militare Transcaucasico. Nel giugno 1955 divenne primo vice comandante del Distretto militare del Caucaso del nord, assumendo la guida del distretto stesso nell'aprile 1958.
Il 27 aprile 1962 Pliev fu promosso al grado di generale d'armata; nel giugno dello stesso anno le truppe ai suoi ordini parteciparono alla repressione nel sangue della rivolta di Novočerkassk. Dal luglio 1962 Pliev fu coinvolto negli eventi dell'operazione Anadyr', assumendo il comando del gruppo di forze sovietiche stanziato sull'isola di Cuba; la presenza delle truppe di Pliev, dotate di armamenti missilistici a lungo raggio e testata nucleare, innescò poi gli eventi della "crisi dei missili di Cuba" dell'ottobre-novembre 1962, conclusi con un accordo tra Stati Uniti e Unione Sovietica per il ritiro dei missili stessi. Pliev tornò in patria nel maggio 1963, tornando a guidare il Distretto militare del Caucaso del nord.
Pliev lasciò il servizio attivo nel giugno 1968, diventando consigliere per il Gruppo degli Ispettori Generali del Ministero della difesa sovietico, un incarico meramente di prestigio riservato agli ufficiali anziani. Pliev trascorse quindi gli ultimi anni di vita a Rostov sul Don, per poi morire a Mosca il 6 febbraio 1979. Il suo corpo fu sepolto nel cimitero d'onore di Vladikavkaz.